# بارينغتون غاينور
بارينغتون غاينور (بالإنجليزية: Barrington Gaynor)‏ هو لاعب كرة قدم ومدرب كرة قدم جامايكي، ولد في 27 سبتمبر 1965 في كينغستون في جامايكا، وتوفي في 19 مارس 2011 في مونت بليستانت في الولايات المتحدة بسبب تصلب جانبي ضموري. شارك مع منتخب جامايكا لكرة القدم. أما مع النوادي، فقد لعب مع نادي هاربور فيو.

## وصلات خارجية
- بارينغتون غاينور على موقع الاتحاد الدولي (مؤرشف)  (الإنجليزية)
- بارينغتون غاينور على موقع ناشيونال فوتبول تيمز (الإنجليزية)